# カクサダクリーニング
カクサダクリーニング株式会社は、北海道苫小牧市新明町に本社を置く、クリーニング店。

## 概要
苫小牧市を中心に道央にてクリーニング店「クリーンライン カクサダ」を展開している。

## 歴史
創業者の成田卯喜次郎が、1919年（大正8年）2月5日に苫小牧市大町2丁目にて「カクサダ染物店」を開業。大漁旗や紋付きのはんてんなどを手がける染物店としてスタートした。
しかし、1921年（大正10年）5月に起きた「こいのぼり大火」により店舗が焼失。すぐに再建に着手し、1927（昭和2）年には「カクサダ洗染店」として染め物や和服の洗い張り、京染の取次店などを本格的に行うようになった。
昭和に入ってからは「西洋洗濯部」を開設し、1939年（昭和14年）には工場兼住宅を新設。戦後の1953（昭和28）年には苫小牧市錦町にランドリー専門工場を建設し、翌1954年（昭和29年）にカクサダクリーニングとして株式会社化。2代目成田繁が本格的な経営を担い、事業をさらに発展させていった。
その後、苫小牧市内だけでなく白老、むかわ、札幌などにも出店し、合計53店舗まで拡大。1970年（昭和45年）、苫小牧港にフェリー航路が就航したのをきっかけに「シップスランドリー部」を新設し、時代のニーズに合わせてサービスを広げた。1972年（昭和47年）北海道内のクリーニング業者が集まって設立された「クリーンライン」に参加。
1996年（平成8年）には新明町に最先端の洗浄システムやコンピューター制御を導入した「新明総合工場」を完成させ、市内に分散していた工場を集約。本社も大町から新明町へと移転し、さらに生産効率と品質管理を高める体制を整えた。2005（平成17）年に3代目となる成田幸隆が経営を引き継いだ。

## 沿革
出典:
- 1919年（大正8年）2月5日 - 苫小牧市大町2丁目に「カクサダ染物店」を開業。
- 1921年（大正10年）5月 - こいのぼり大火により店舗が焼失。
- 1927年（昭和2年） - カクサダ洗染店となる
- 1939年（昭和14年） - 工場兼住宅を新設。
- 1953年（昭和28年） - 苫小牧市錦町にランドリー専門工場を建設
- 1954年（昭和29年） - カクサダクリーニングとして株式会社化
- 1970年（昭和45年） - シップスランドリー部を新設。
- 1972年（昭和47年） - クリーンラインに参加[1]。
- 1996年（平成8年） - 新明町に「新明総合工場」を完成させ、工場、本社を集約。

## 店舗

### 店舗一覧
出典:

### 苫小牧市内
- 新明店 - 苫小牧市新明町3丁目3-6[4]
- スーパーアークス明野店 - 苫小牧市明野新町5丁目18-27[5]
- イオン店 - 苫小牧市柳町3丁目1-20 イオンモール苫小牧1階[6][7]
- マックスバリュ沼ノ端店 - 北海道苫小牧市北栄町3丁目1-8[8]
- ホクレン沼ノ端店 - 苫小牧市沼ノ端中央3丁目3-12[9]
- フードＤ365 沼ノ端店 - 苫小牧市北栄町1丁目24-5[10]
- スティ店 - 北海道苫小牧市三光町5丁目6-4[11]
- マックスバリュ支笏湖通店 - 苫小牧市元中野町2丁目8-10[12]
- MEGAドン・キホーテ 苫小牧店 - 北海道苫小牧市木場町1丁目6-1[13]
- 錦町店 - 苫小牧市錦町1丁目1-17[14]
- 大町店 - 苫小牧市大町2丁目3-9[15]
- マックスバリュ弥生店 - 苫小牧市弥生町1丁目9-1[16]
- マックスバリュ新花園店 - 苫小牧市花園町1丁目6-20[17]
- フードＤエクスプレス見山店 - 北海道苫小牧市見山町2丁目3-4[18]
- 啓北店 - 苫小牧市啓北町2丁目11-9[19]
- スーパーアークス光洋店 - 苫小牧市光洋町1丁目12-12[20]
- ホクレンしらかば店 - 苫小牧市しらかば町2丁目1-15[21]
- マックスバリュ日新店 - 苫小牧市日新町2丁目5-22[22]
- パセオ川沿店 - 苫小牧市川沿町6丁目15-3[23]
- フードＤ生鮮市場澄川店 - 苫小牧市澄川町1丁目2-11[24]
- マックスバリュ澄川店 - 苫小牧市澄川町3丁目1-1[25]

### 札幌・江別・北広島市内
- フードＤ365 VAlue店 - 札幌市清田区美しが丘4条6丁目1-1[26]
- フードＤ365 平岡食彩館 - 札幌市清田区平岡2条3丁目9-1[27]
- フードＤ365 虹ヶ丘食彩館 - 北広島市虹ヶ丘6丁目8-15[28]
- フードＤ365 LISTA店 - 江別市大麻北町521-29[29]
- フードＤ365 BOSCO店 - 札幌市手稲区前田7条11丁目2-10[30]

#### 千歳・恵庭市内
- フードＤ365 千歳店 - 千歳市北陽1丁目2-1[31]
- フードＤ365 恵庭食彩館 - 恵庭市黄金南6丁目10-4[32]
- 生協恵み野店 - 恵庭市恵み野西5丁目3-1[33]

#### 鵡川・富川・静内・浦河町内
- パセオ鵡川店 - 勇払郡むかわ町松風3丁目12[34]
- マックスバリュ富川店 - 沙流郡日高町富川南2丁目2-5[35]
- マックスバリュ静内店 - 日高郡新ひだか町静内木場町1丁目1-69[36]
- パセオ堺町店 - 浦河郡浦河町堺町東6丁目493[37]

#### 登別・白老町内
- マックスバリュ登別店 - 登別市富岸町1丁目1[38]
- パセオ白老店 - 白老郡白老町東町1丁目5-1[39]

### かつて存在した店舗
出典:
- 新富店 - 苫小牧市新富町2丁目12-17
- 柏木店 - 苫小牧市柏木町6丁目1-4
- 生協弥生店  - 苫小牧市弥生町2丁目13-5
- 生協桜木店 - 苫小牧市桜木町3丁目18-17
- 豊月双葉店 - 苫小牧市双葉町2丁目18-1
- ラルズマート店 - 苫小牧市表町6丁目2-1 苫小牧駅前プラザegao
- Aコープ店 - 苫小牧市大成町2丁目2-2
- フードD Vian - 苫小牧市日新町2丁目1-3
- 鉄北店 - 苫小牧市拓勇東町4丁目18-12
- スーパーくまがい店 - 白老町本町1丁目9-41
- マックスバリュ東室蘭店 - 室蘭市東町1丁目12-17 弥生ショッピングセンター
- パセオすみよし店 - 千歳市住吉4丁目14-11
- 生協向陽台店 - 千歳市白樺2丁目3